# (9729) 1981 RQ
1981 أر كيو (ويعرف أيضًا باسم (9729) 1981 أر كيو وفق تسمية الكوكب الصغير) (بالإنجليزية: 1981 RQ)‏ هو كويكب ضمن حزام الكويكبات؛ وترتيبه 9729 من حيث الاكتشاف.
اكتُشف هذا الجُرم الفلكي بواسطة Antonín Mrkos ‏ في 7 سبتمبر 1981.

## وصلات خارجية
- (9729) 1981 RQ في قاعدة بيانات مختبر الدفع النفاث لأجرام النظام الشمسي الصغيرة

- الاكتشاف · مخطط المدار ·  العناصر المدارية · المعلمات المادية

- (9729) 1981 RQ على موقع ويكي سكاي: DSS2, SDSS, GALEX, IRAS, Hydrogen α, X-Ray, Astrophoto, Sky Map, Articles and images